# Indarrez
Indarrez ("Por la fuerza" en castellano) es el álbum debut del grupo de rock vasco Zarama, editado por el sello Discos Suicidas. Al mismo tiempo se convierte en uno de los discos más importantes de la banda.

## Grabación y contenido
Originalmente, el álbum iba a ser grabado en los Estudios PAN BOT, de Bilbao pero dada la poca experiencia del sonidista con el que trabajaban desisitieron de aquel lugar. Pronto, su productor Ángel Altolagirre, quien también trabajaba con Alaska y Dinarama, los convenció de ir a los Estudios Tsunami en San Sebastián.
Para ser el primer disco del grupo, el sonido es muy variado en cuanto géneros musiales, que van desde el punk, el rock y la música new wave de aquel entonces. También, en este disco dos canciones fueron regrabadas: "Bildur Naiz" ("Tengo Miedo") que fue la primera canción registrada del grupo y "Zaramaren Erdian" ("En medio de la basura"). Cabe mencionar que "Kazaia kopa eta porno gogorra" fue reutilizada sobre la base de "Dana Niretzat", grabada originalmente en 1981.
Luego, Discos Suicidas en 2003 reedita este álbum en CD, incluyendo las dos canciones de Nahiko junto con "Dana Niretzat".

## Canciones
- Todas las canciones fueron compuestas por Roberto Moso, Txus Alonso, Xabier Álvarez y Ernesto Álava, excepto las indicadas.

1. "Goazen Borrokara" - 1:58
2. "Hau Da Amaituko" - 2:23
3. "Edan Ase Arte" (Moso, Alonso, Álvarez, Álava, Mamariga) - 2:49
4. "Gasteizko Gaua" - 3:11
5. "Beti Penetan" (Moso, Alonso, Álvarez, Álava, Herri Koia) - 1:53
6. "Bildur Naiz" - 3:11
7. "Indarrez" - 2:40
8. "Kazaia Kopa Ta Porno Gogorra" - 2:52
9. "Itxoiten" (Moso, Alonso, Álvarez, Álava, Xabier Montoia) - 3:23
10. "Agur Betirako" (Moso, Alonso, Álava, Losa, Expósito) - 2:25
11. "Urrezko Hondartza" - 2:48
12. "Apurtu" - 2:45
13. "Zaramaren Erdian" - 3:15

### Bonus tracks en la reedición
1. "Nahiko" - 3:25
2. "Eskerralde" - 2:26
3. "Dana Niretzat" - 3:04

## Personal
Zarama
- Roberto Moso - Voz líder.
- Txus Alonso - Guitarra.
- Xabier Álvarez - Bajo y coros.
- Ernesto Álava - Batería.

### Colaboradores
- Oscar Clavel - Masterización.
- Antonio Curiel, Javi Losa, Aitor Amezaga, Ángel Altolaguirre - Colaboradores.
- Pablo Cabezas, Mitxel Alkorta y Algortako Irudi Tállerra - Fotografías.
- Gabi - Diseño de Carpeta y Arte.